# オリーブ橋小脳萎縮症
オリーブ橋小脳萎縮症（オリーブきょうしょうのういしゅくしょう、英語: olivopontocerebellar atrophy、OPCA）は、脊髄小脳変性症の一種。多系統萎縮症の一病型である。

## 原因
病因は不明。孤発性に見られることから、遺伝的要因は薄いと考えられている。
常染色体優性遺伝の遺伝性オリーブ橋小脳萎縮症も存在するが、現在ではSCA1、SCA2などという概念で捉えられることが多いため、本記事では割愛する。

## 病態
他の脊髄小脳変性症と同じく小脳に萎縮が見られるほか、脳幹にも著明な萎縮が見られる。特に橋底部と中小脳脚に強い。延髄オリーブの膨らみも小さい。これらが基本病変としてあるほか、シャイ・ドレーガー症候群や線条体黒質変性症の病変が見られることもある。

## 症状
多系統萎縮症参照。このうちの小脳症状で始まるものをいう。

## 検査
核磁気共鳴画像法（MRI）
小脳・中小脳脚・橋底部の萎縮、第4脳室・前橋・小脳橋角層の拡大、T2強調画像での橋底部の信号強度の増加と被殻の低信号化が見られる。

## 診断
臨床症状から診断する。自律神経症状が強く出ている場合は、MRI所見でシャイ・ドレーガー症候群と鑑別する。

## 治療
対症療法が基本となる。小脳症状に対し、酒石酸プロチレリンやタルチレリン水和物が試みられるほか、リハビリテーションで歩行訓練を行う。パーキンソン症候群が強いときはレボドパを投与する。

## 予後
ほとんどが10年以内に死亡する。突然死の可能性が高く、それを防止できればより長期の生存が期待できる。

## 診療科
- 神経内科
- 脳神経外科

## 各国において

### 日本
多系統萎縮症の有病率は人口10万人当たり4.4人で、そのうちの80%以上がオリーブ橋小脳萎縮症である。発症平均年齢は54歳。